# Terremoto della Basilicata del 1857
Il terremoto della Basilicata del 1857 fu un sisma che si verificò il 16 dicembre 1857 nel Regno delle Due Sicilie, in particolare in Basilicata.
Esistono inoltre fotografie delle rovine dei comuni maggiormente colpiti dal sisma, opera di Alphonse Bernoud, fotografo della corte dei Borbone e successivamente di Casa Savoia.

## Storia
Il sisma, con epicentro Montemurro e con una magnitudo di 7,1 (XI grado Mercalli), fu avvertito fino a Terracina e si scatenò con due intense scosse a distanza di pochi secondi l'una dall'altra, alle ore 22:15.

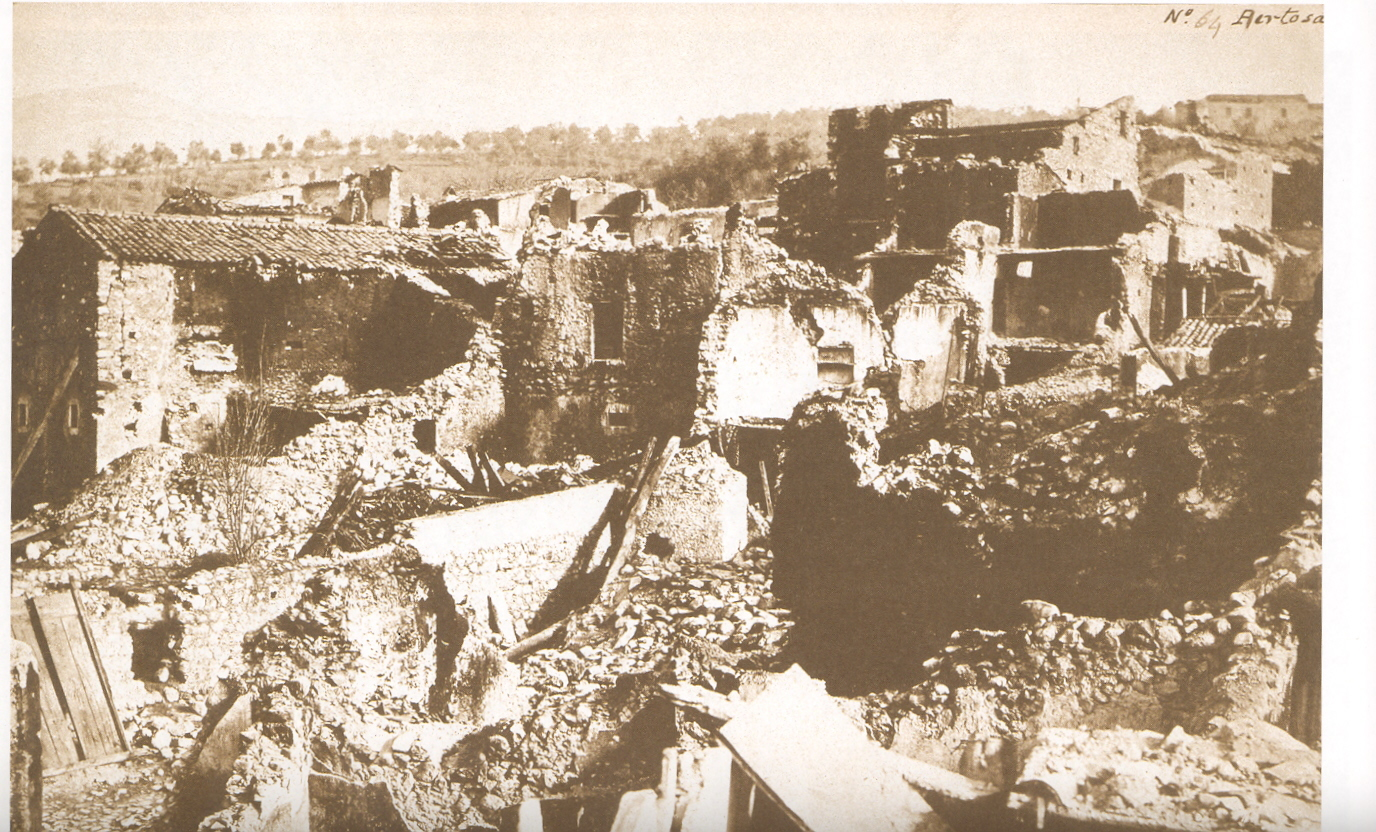
Le rovine di Pertosa in una fotografia commissionata da Robert Mallet a Claude Grillet.

Il terremoto devastò la Basilicata, in particolar modo la Val d'Agri, provocando diverse migliaia di vittime: solo a Montemurro, il centro più colpito dal sisma (rimasero in piedi pochi palazzi, il resto venne per buona parte raso al suolo), i morti furono tra i 3000 e i 4000, su una popolazione totale di circa 7500 persone, né miglior sorte toccò a tutti gli altri comuni colpiti dove, a fronte di un ben più esiguo numero di vittime, vennero comunque cancellate tutte le testimonianze monumentali del passato. A Saponara di Grumento (oggi Grumento Nova), con 2000 morti, ad esempio, fu completamente raso al suolo l'antico castello. Secondo i dati ufficiali pubblicati in una relazione del Ministero dell'Interno, solo in Basilicata morirono 9257 persone, su un totale di circa 11000 vittime (dati non ufficiali parlano di circa 19000 morti). Sempre nella sola Basilicata, vi furono invece 1359 feriti.
A suo tempo venne considerato come il terzo terremoto più grande e più dannoso storicamente osservato in Europa (il primo in Italia), e dopo le prime notizie ricevute nel Regno Unito si decise l'invio di una spedizione scientifica da parte della Royal Society of London allo scopo di studiare gli effetti del terremoto e migliorare lo stato delle conoscenze di sismologia. La spedizione fu guidata dall'ingegnere irlandese Robert Mallet, il quale si dedicava anche all'attività di sismologo.
Poco dopo il sisma, l'archeologo tedesco Carl Wilhelm Schnars si recò in Basilicata e nel 1859 pubblicò il resoconto del suo viaggio, con il titolo Eine Reise durch die neapolitanische Provinz Basilicata und die angrenzenden Gegenden.
Di questa grave calamità, della triste sorte toccata a Montemurro e agli altri comuni colpiti, si occupò anche il romanziere britannico Charles Dickens.